# Gemüsebau
Als Gemüsebau beschreibt man die Kultur von Gemüse zum menschlichen Verzehr. Der Erwerbsgemüsebau gehört zum Gartenbau und lässt sich nach der Intensität der Bodennutzung in drei Kategorien unterteilen: den Feldgemüsebau, den gärtnerischen Freilandgemüsebau und den Unterglasgemüsebau.

## Feldgemüsebau

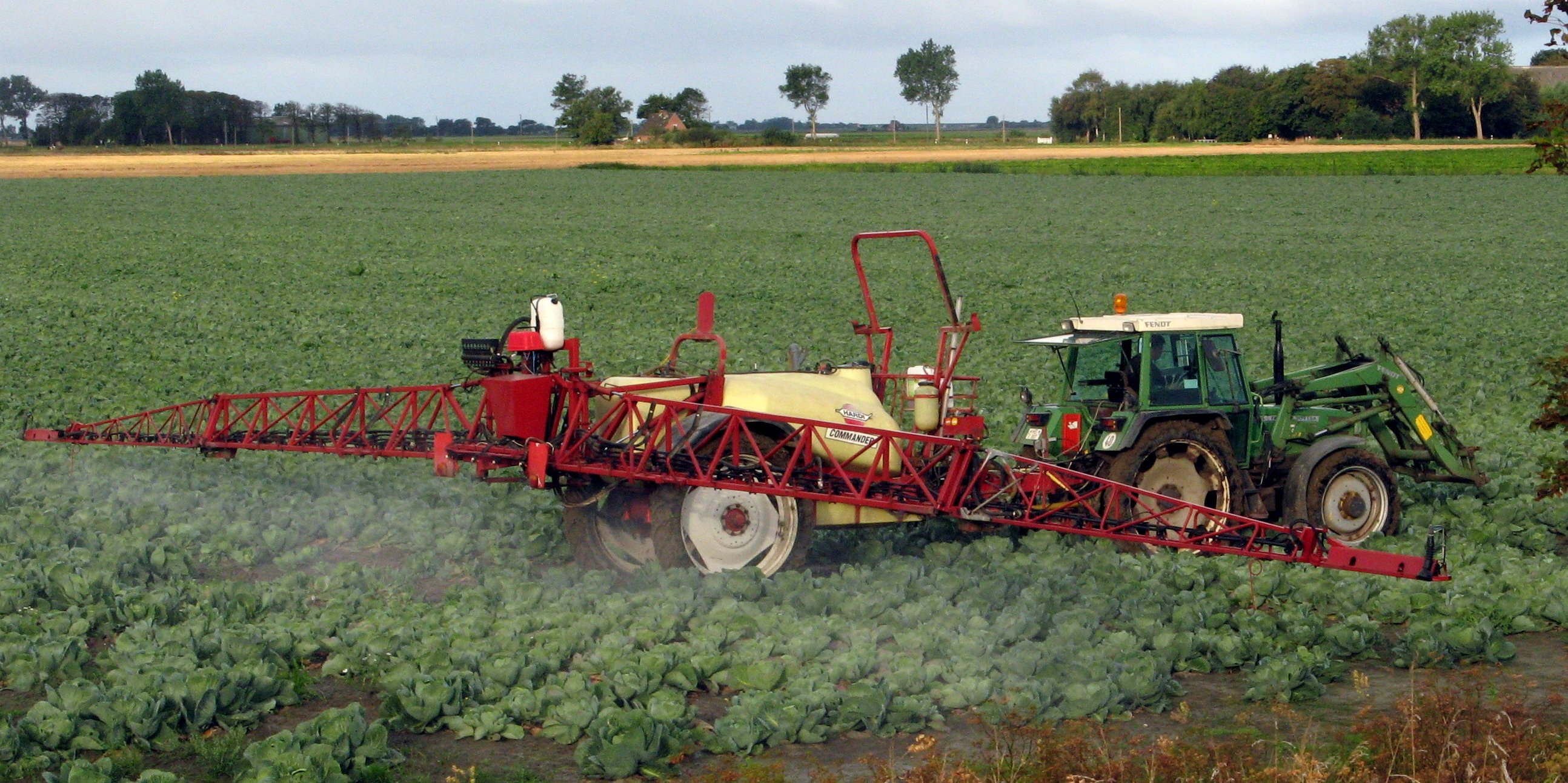
Feldgemüsebau: Anbau von Weißkohl

Typisch für den Feldgemüsebau ist die meist nur einmalige Nutzung der Anbaufläche pro Jahr und regelmäßiger Fruchtwechsel mit anderen landwirtschaftlichen Kulturen.
Nach der Bodenvorbereitung, die als Resultat eine lockere, unkrautfreie, vorgedüngte, pflanz- bzw. saatfertige Ackerkrume hat, wird das anzubauende Gemüse entweder unmittelbar ausgesät oder als vorkultivierte Jungpflanze gepflanzt. Das Feld als Kulturfläche wird häufig in Beete, bei Möhren auch Dämme, unterteilt; die Beetbreiten werden durch die Spurbreite des Traktors und den Arbeitsbreiten der übrigen bei Anbau und Ernte verwendeten Maschinen vorgegeben. Innerhalb der Beete erfolgt der Anbau in Reihen. Der Feldgemüsebau erfordert ein hohes Maß an Mechanisierung, um einerseits die nötige Schlagkraft in den wenigen, für einen Arbeitsschritt günstigen Tagen zu haben, und andererseits trotz der niedrigen am Markt gezahlten Preise für das Gemüse wirtschaftlich erfolgreich arbeiten zu können. Die für die Pflanzung und Ernte bzw. Ernteaufbereitung benötigten Arbeitskräfte kommen häufig aus dem osteuropäischen Ausland, da die Arbeit hart ist und nur gering entlohnt wird.
Beim großflächigen, vertraglich abgesicherten Anbau von Gemüsen für die Lebensmittelindustrie (z. B. zur Produktion von Konserven) wird der Feldgemüsebau auch als Industriegemüsebau bezeichnet.

## Gärtnerischer Freilandgemüsebau

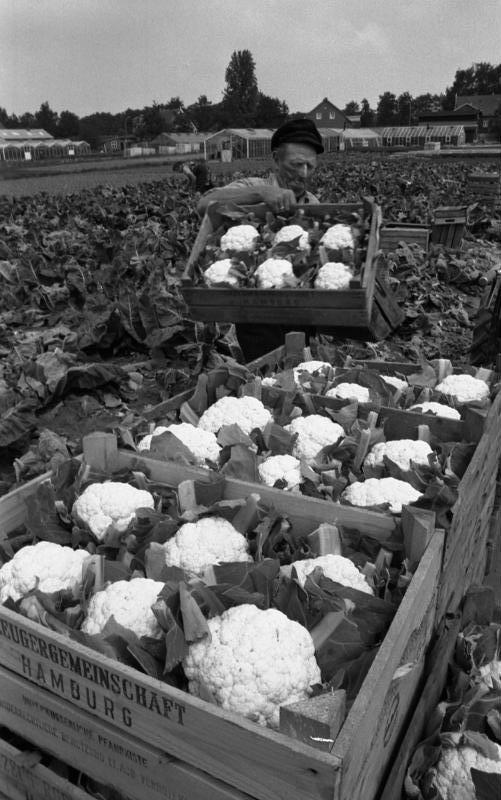
Gärtnerischer Freilandanbau von Gemüse (Blumenkohlernte)

Kennzeichnend für den gärtnerischen Anbau von Gemüsen im Freiland ist die intensive Nutzung der Anbauflächen durch zwei bis vier Kulturen in einem Jahr (beispielsweise durch die Kulturfolge Wirsing – Kopfsalat – Blumenkohl im Zeitraum Mitte März bis Anfang Oktober). Um die dichte Kulturfolge zu erreichen, werden die Gemüsepflanzen regelmäßig an anderer Stelle (auch unter Glas) vorkultiviert und mit steigendem Platzbedarf bei fortschreitendem Wachstum auf die eigentliche Anbaufläche umgepflanzt. Gleichwohl nutzt man auch auf dem abschließenden Standort gegebenenfalls Möglichkeiten zur Ernteverfrühung bzw. Erntezeitverlängerung, zum Beispiel durch Abdecken mit Folien oder Vliesen.

## Unterglasgemüsebau

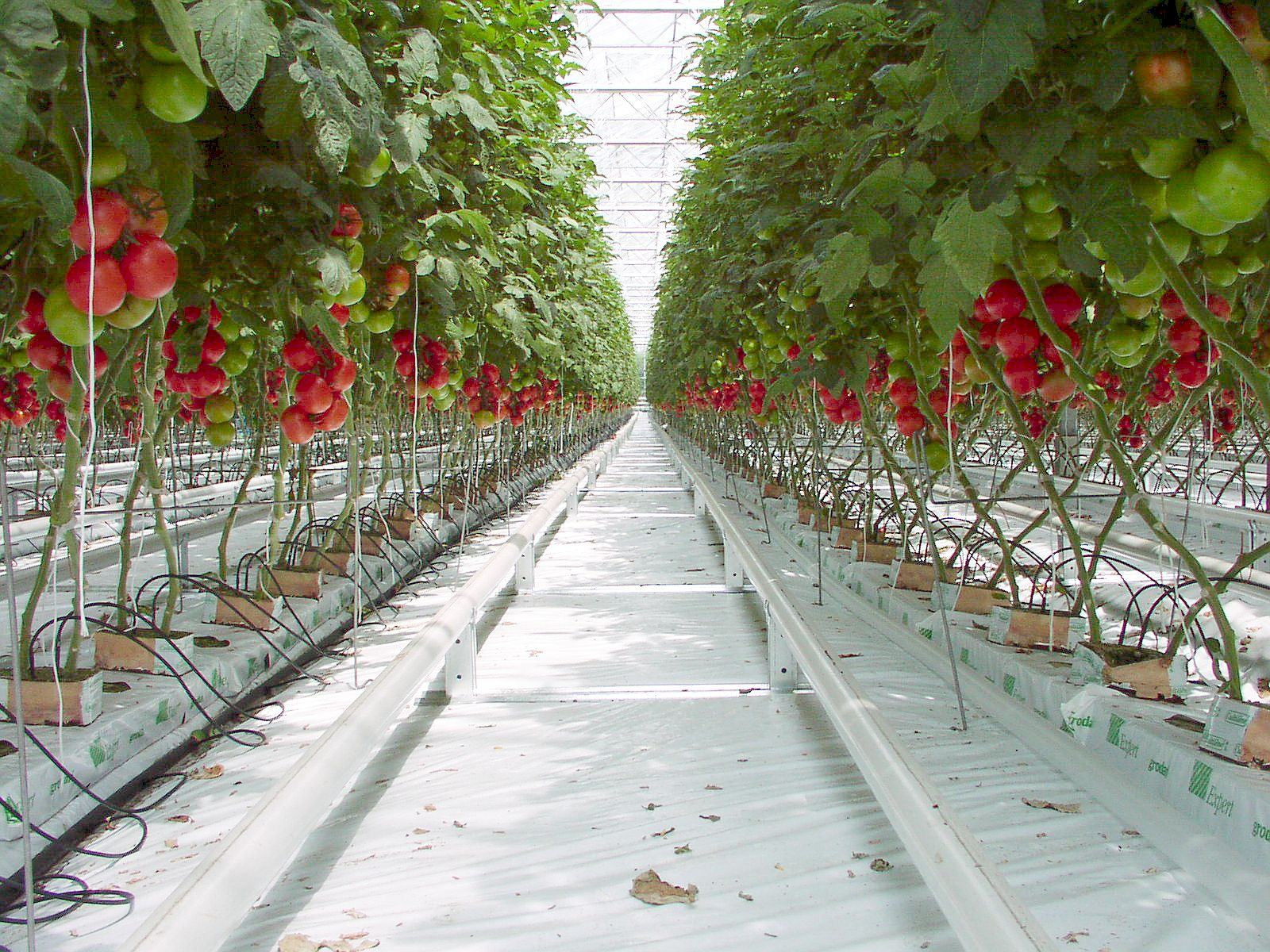
Tomatenproduktion auf Steinwolle im Gewächshaus

Der Unterglasgemüsebau umfasst den Anbau von Gemüse bis zur Ernte in beheizten oder auch ungeheizten Gewächshäusern einschließlich Folientunneln. Im Unterglasanbau werden Gemüse gezogen, die entweder einen erhöhten Wärmebedarf haben oder deutlich früher oder später, als aus der Freilandwirtschaft möglich, in den Verkauf gehen sollen. Der Unterglasgemüsebau ist ganzjährig möglich, und zwar nicht nur in der klassischen Bodenkultur, sondern auch in erdfreien Kulturverfahren. So werden etwa beim Anbau auf Würfeln aus Schaumstoffen (z. B. PU) oder Steinwolle (z. B. Grodan wassersaugend) oder beim Dünnschichtkultur-Verfahren die für die Pflanze notwendigen Nährstoffe in einer Nährlösung mittels Bewässerungsdüngung zugeführt. Dadurch wird die Gefahr von Schädlingen minimiert und eine ideale Nährstoffversorgung ermöglicht.

## Klassifizierung der Gemüsepflanzen
Eine weitere Unterteilung des Gemüsebaus ist durch eine Klassifizierung der in der Produktion befindlichen Pflanzen möglich:
- Blattgemüse
- Fruchtgemüse
- Kohlgemüse
- Wurzelgemüse
- Zwiebelgemüse